# Edward Danner Ziegler
Edward Danner Ziegler (* 3. März 1844 in Bedford, Bedford County, Pennsylvania; † 21. Dezember 1931 in York, Pennsylvania) war ein US-amerikanischer Politiker. Zwischen 1899 und 1901 vertrat er den Bundesstaat Pennsylvania im US-Repräsentantenhaus.

## Werdegang
Edward Ziegler besuchte die öffentlichen Schulen seiner Heimat. Im Jahr 1865 absolvierte er das Pennsylvania College in Gettysburg. Danach unterrichtete er für einige Zeit als Lehrer an der York County Academy. Nach einem Jurastudium und seiner 1868 erfolgten Zulassung als Rechtsanwalt begann er in York in diesem Beruf zu arbeiten. In den Jahren 1881 und 1883 war er Bezirksstaatsanwalt im York County. Politisch schloss er sich der Demokratischen Partei an. Im Juli 1884 nahm er als Delegierter an der Democratic National Convention in Chicago teil, auf der Grover Cleveland erstmals als Präsidentschaftskandidat nominiert wurde.
Bei den Kongresswahlen des Jahres 1898 wurde Ziegler im 19. Wahlbezirk von Pennsylvania in das US-Repräsentantenhaus in Washington, D.C. gewählt, wo er am 4. März 1899 die Nachfolge von George Jacob Benner antrat. Da er im Jahr 1900 von seiner Partei nicht zur Wiederwahl nominiert wurde, konnte er bis zum 3. März 1901 nur eine Legislaturperiode im Kongress absolvieren. Nach seiner Zeit im US-Repräsentantenhaus praktizierte Ziegler wieder als Anwalt. In den Jahren 1923 bis 1925 übte er verschiedene Ämter in der Verwaltung des York County aus. Danach setzte er seine Anwaltstätigkeit fort. Er starb am 21. Dezember 1931 in York.